# ÖBB X629
Die X629 ist eine Bahndienstfahrzeug-Reihe der Österreichischen Bundesbahnen.

## Geschichte
Die ÖBB bauten bestellten in den 1950er und 1960er Jahren über 100 Draisinen der Baureihen X625 und X626 bei den Wörth Werken. Da diese Fahrzeuge nur dazu geeignet waren, Personal zu den Baustellen zu bringen und nicht für die Mitnahme von Geräten eingerichtet waren, entschlossen sich die ÖBB, mehrere – der OBW 10-Familie ähnliche – Bahndienstfahrzeuge zu beschaffen. Bei der Konzipierung der Baureihe X629 entstand eine "Kreuzung" zwischen den Reihen X627 und X628. Das Resultat waren die Fahrzeuge der Baureihe X629 (auch als OBW 9 bekannt). Ein zweites Projekt waren Zweiwegefahrzeuge der Reihe X690. Die Anschaffungskosten waren geringer als jene der Reihe X629, doch diese Fahrzeuge erhielten keine Zulassung, weshalb man sich für die Anschaffung von sechs Exemplaren der Baureihe X629 bei Plasser & Theurer entschloss.

## Konstruktion
Der Fahrzeugrahmen ist in geschweißter Bauweise ausgeführt, er besteht aus mehreren Stahlprofilen. Das Führerhaus und die Plattform werden vom Rahmen getragen. Der Motor ist auf der Plattform angeordnet, das Getriebe wurde unterflurig angebracht. Die Fahrzeuge besitzen außerdem eine Ladefläche und einen Ladekran. Die Kastenübersetzung wurde von den Baureihen X627 und X628 übernommen. Alle Fahrzeuge sind im typischen ÖBB-Design für Bahndienstfahrzeuge lackiert, schwarzer Drehgestell- und Rahmenbereich und gelbe Aufbauten.

## Technische Merkmale
Die Antriebsanlage besteht aus einem 6-Zylinder-Viertaktmotor mit einer Leistung von 130 kW und aus einem Dreigang-Lastschaltgetriebe sowie einem nachträglich eingebauten Wendegetriebe. Mit Hilfe von Gelenkwellen erfolgt die Kraftübertragung auf alle Achsen. Alle Fahrzeuge verfügen sowohl über eine direkte als auch eine indirekte Druckluftbremse.

## Einsatz
Die sechs Fahrzeuge der Baureihe X629 sind den wichtigsten Bauhöfen zugeteilt und werden je nach Bedarf landesweit eingesetzt.